# Trachymyrmex dichrous
Trachymyrmex dichrous är en myrart som beskrevs av Kempf 1967. Trachymyrmex dichrous ingår i släktet Trachymyrmex och familjen myror. Inga underarter finns listade i Catalogue of Life.

## Bildgalleri

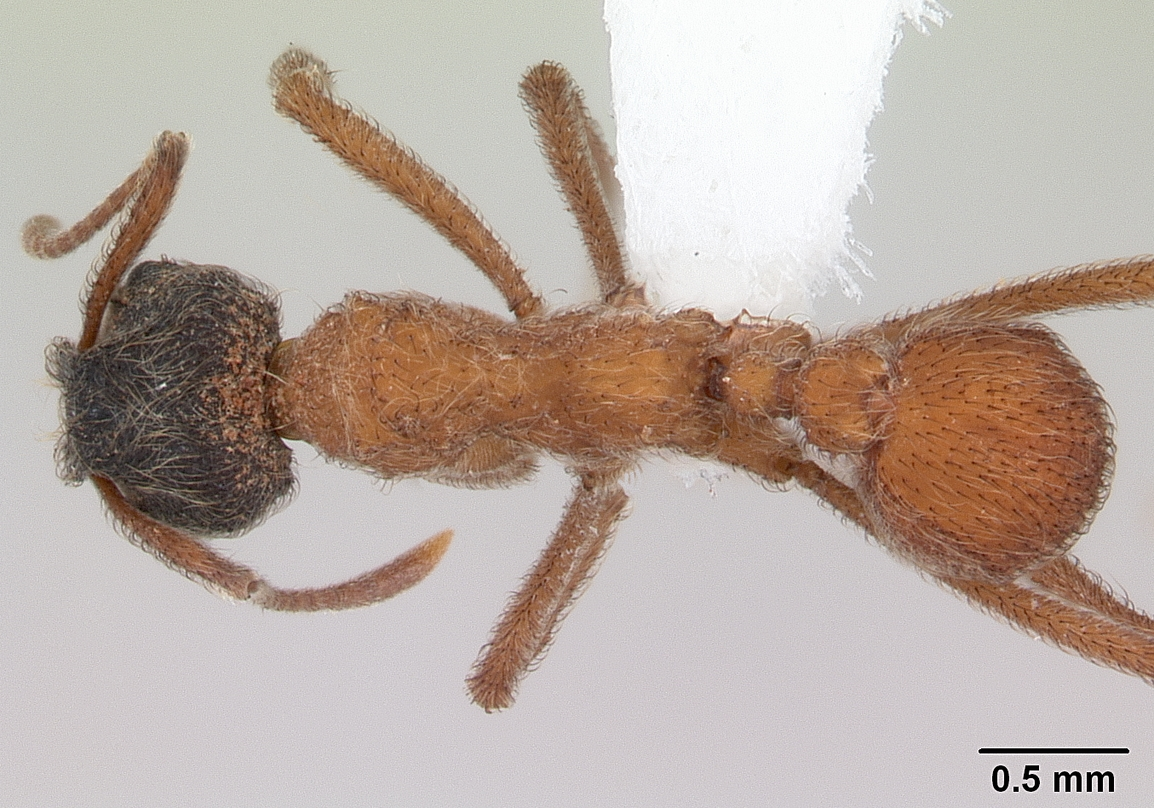
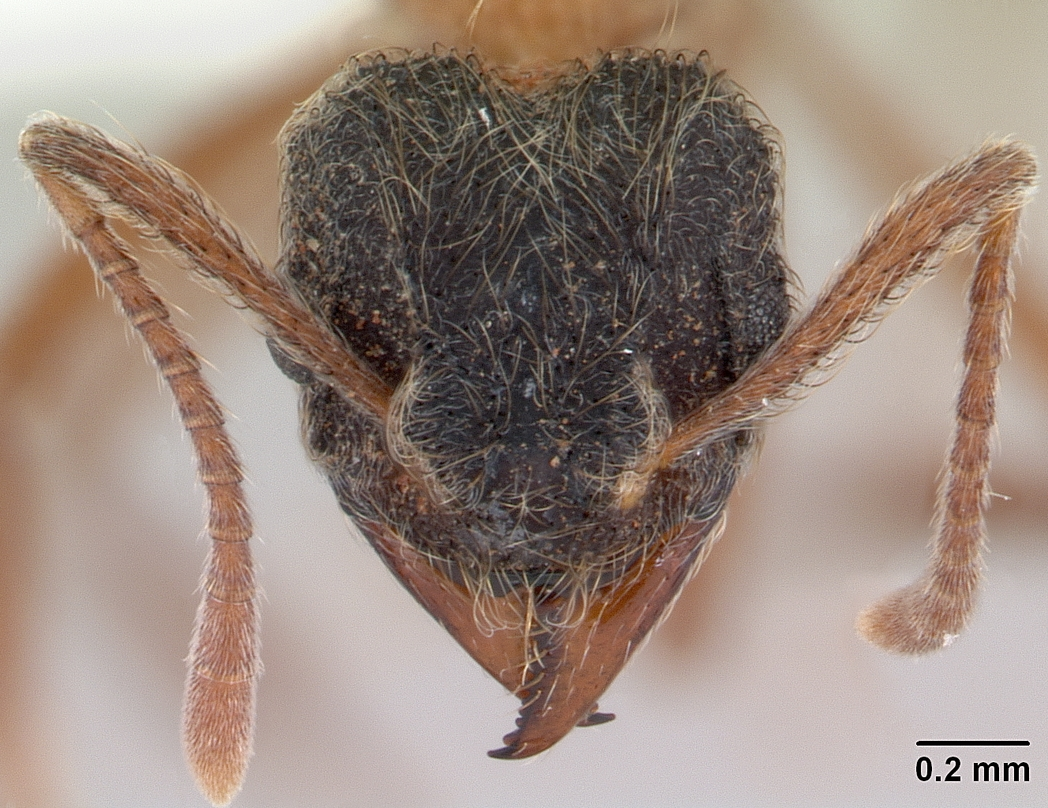
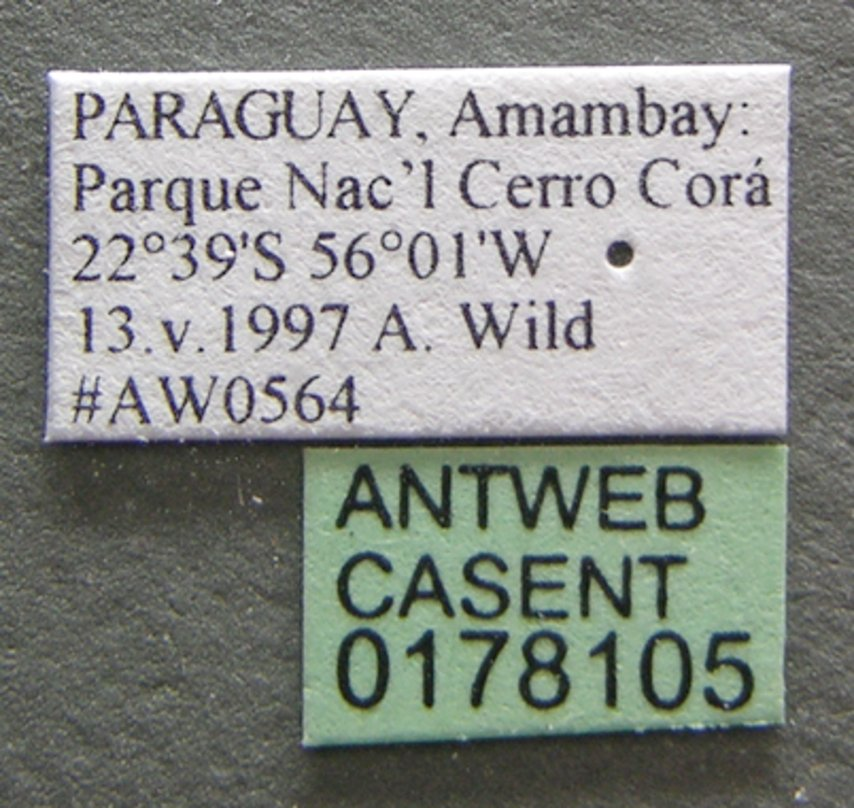
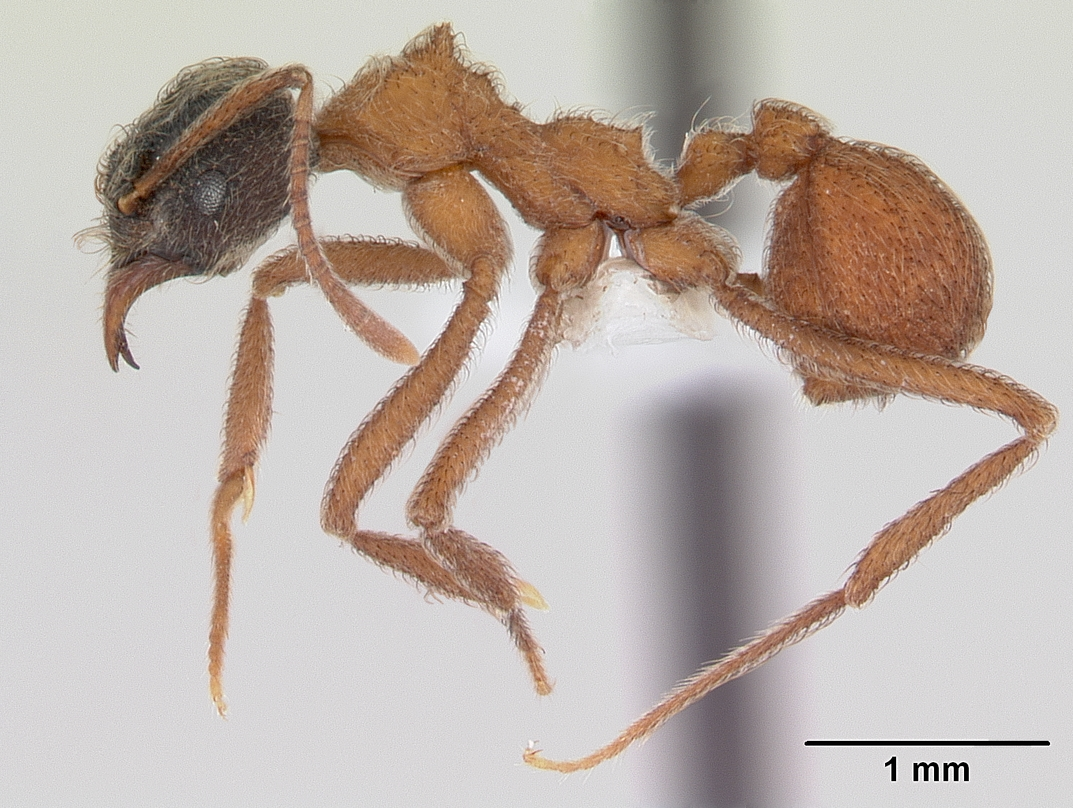